# 维多利亚艺术馆
维多利亚艺术馆（英語：Victoria Art Gallery）是一个公共艺术博物馆，位于英格兰萨默塞特郡城市巴斯。它于1900年开放，以纪念维多利亚女王的钻石禧年。该建筑是一座II*级登录建筑，收藏了超过1500件艺术品，包括1700年以后英国艺术家的油画收藏。底楼曾经是公共图书馆。
该建筑于1897年由约翰·麦肯·布莱登设计，被英格兰遗产委员会列为II*级登录建筑加以保护。 它最初部分用作公共图书馆，但在1990年，被改建为仅仅用于收藏和展示艺术作品。
维多利亚艺术馆的命名是因为庆祝维多利亚女王登基60周年。
维多利亚艺术馆的一侧立面，有艺术馆的旧入口，和一排壁龛，中间的壁龛较大，内有安德烈亚·卡洛·卢切西（Andrea Carlo Lucchesi）创作的维多利亚女王的雕像，两边是爱奥尼亚柱式的圆柱和壁柱。两边的腰線是乔治·安德森·劳森（George Anderson Lawson）的古典人物。其西南侧是巴斯市政廳。

## 参考

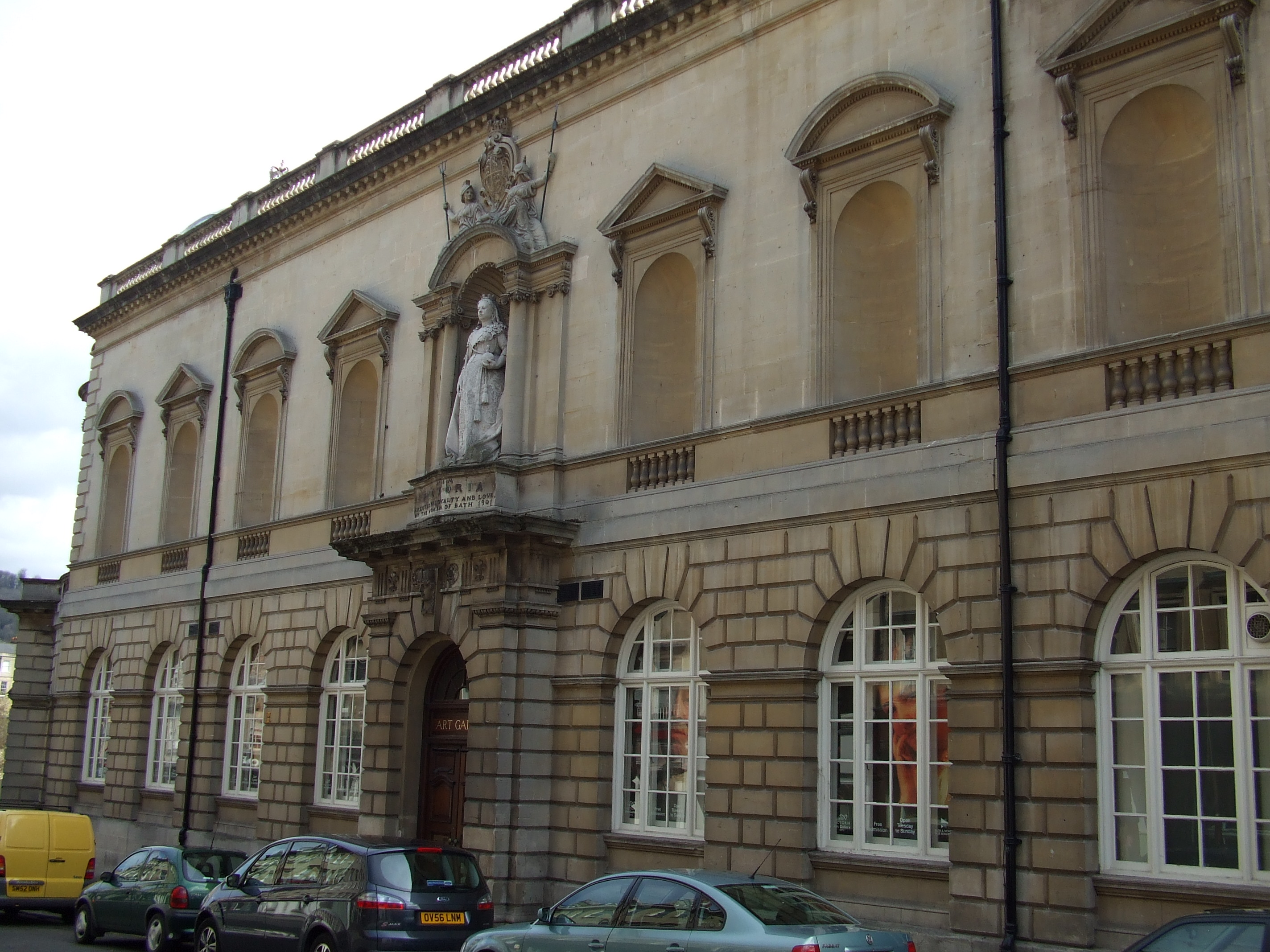
维多利亚艺术馆的一侧，有旧入口和维多利亚女王的雕像
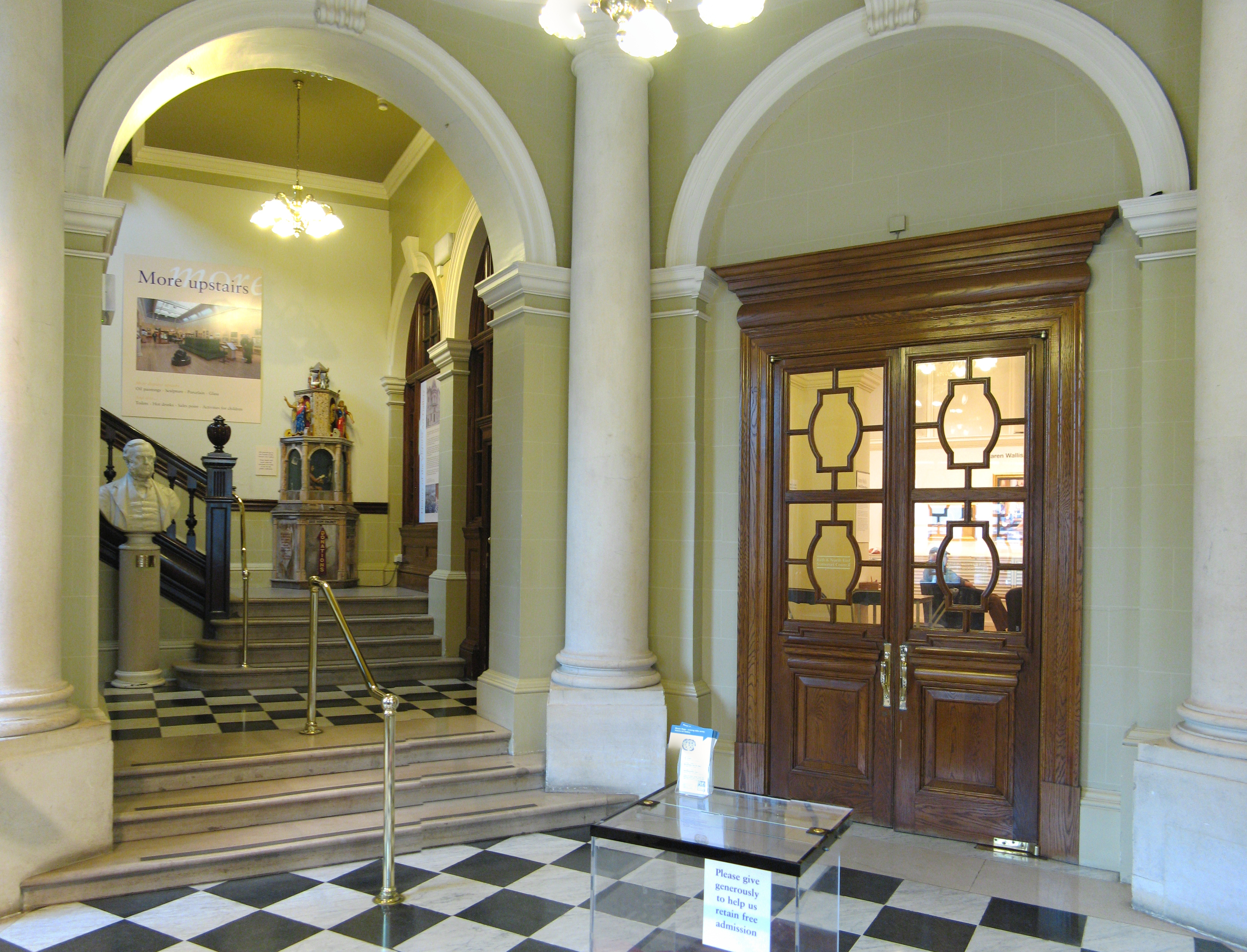
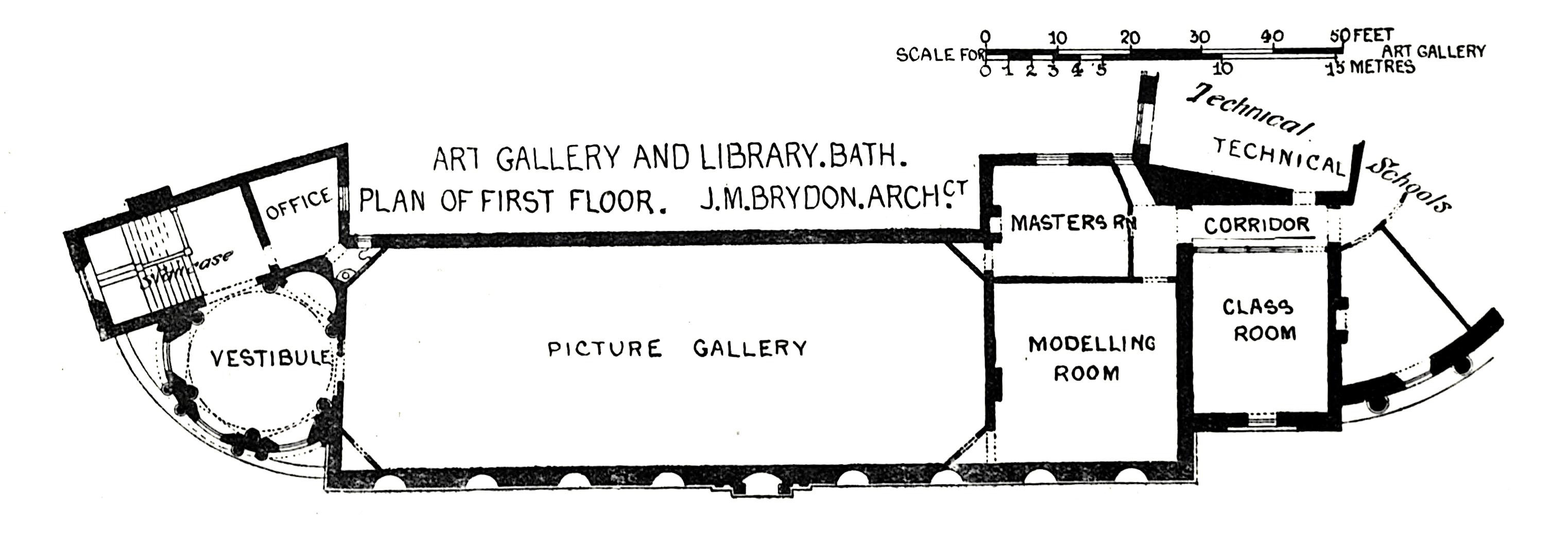
艺术馆平面图